# Hexatoma (Eriocera) diploneura
Hexatoma (Eriocera) diploneura is een tweevleugelige uit de familie steltmuggen (Limoniidae). De soort komt voor in het Palearctisch gebied.